# Sem Limites (álbum de MC Duduzinho)
Sem Limites é o álbum de estreia do cantor e compositor brasileiro de funk MC Duduzinho lançado no dia 2 de junho de 2015 na plataforma digital iTunes, Google Play e nos serviços de fluxo de mídia Spotify, Apple Music e Tidal, pela gravadora Warner Music Brasil.

## Conceito
O cantor carioca traz uma mistura de funk, pop e batidas eletrônicas, O disco tem 13 faixas, incluindo uma regravação de "Tô Pro Crime", sucesso que tornou Duduzinho conhecido no Brasil inteiro.

## Faixas
| N.º            | Título                      | Compositor(es)                                  | Duração |  |
| 1.             | "Paradinha"                 | Umberto Tavares Jefferson Júnior Matheus Santos | 03:08   |  |
| 2.             | "O Mundo É Nosso"           | Umberto Tavares / Jefferson Júnior              | 3:15    |  |
| 3.             | "Quando Ela Mexe"           | Mc Duduzinho                                    | 3:06    |  |
| 4.             | "Toda Trabalhada Na Beleza" | Mc Duduzinho                                    | 2:59    |  |
| 5.             | "Do Nosso Jeito"            | Mc Duduzinho                                    | 3:10    |  |
| 6.             | "Porrada de Tequila"        | Mc Duduzinho                                    | 2:48    |  |
| 7.             | "15 Segundos"               | Mc Duduzinho                                    | 2:44    |  |
| 8.             | "Galática"                  | Aline Leandra                                   | 3:26    |  |
| 9.             | "Eu Sei Que Você Quer"      | Mc Duduzinho                                    | 3:00    |  |
| 10.            | "Tô Pro Crime"              | Mc Duduzinho                                    | 2:46    |  |
| 11.            | "Chiclete"                  |                                                 | 2:43    |  |
| 12.            | "A Menina Quer Se Divertir" |                                                 | 2:46    |  |
| 13.            | "Sem Limites"               |                                                 | 3:28    |  |
| 14.            | "A Ilha"                    |                                                 | 3:48    |  |
| Duração total: | Duração total:              | Duração total:                                  | 50:22   |  |